# عدشیت القصیر
عدشیت القصیر (به عربی: عدشیت) یک منطقهٔ مسکونی در لبنان است که در شهرستان مرجعیون واقع شده‌است.